# آباوا
آباوا (به انگلیسی: Abava)، رودی در لتونی و بزرگترین ریزابه از رود ونتا است. این رود از مناطق توکومسی، تالسی و کودیگا جریان می یابد. پنجاه درصد حوضه آبریز آن توسط جنگل ها پوشیده شده.
دره آن در فهرست میراث جهانی یونسکو ثبت شده است.